# Abd al-Kadir al-Husajni
Abd al-Kadir al-Husajni (ur. 1907 w Jerozolimie, zm. 8 kwietnia 1948 pod Al-Kastal) – arabski nacjonalista i dowódca wojskowy Armii Świętej Wojny podczas wojny domowej w Mandacie Palestyny w latach 1947-1948.

## Życiorys
Husajni urodził się w 1907 roku w Jerozolimie, w arabskim klanie Husajnów. Ukończył kierunek chemii na Amerykańskim Uniwersytecie w Kairze (Egipt). Sprzeciwiał się on żydowskiemu osadnictwu w Mandacie Palestyny. W 1933 roku założył podziemną arabską organizację paramilitarną Munazzamat al-Dżihad al-Mukaddas. W 1936 roku powrócił do Palestyny i wziął udział w arabskim powstaniu w Palestynie (1936–1939). Następnie prowadził działalność polityczną - był sekretarzem generalnym Arabskiej Partii Palestyny, wydawał gazety Al-Liwa’ oraz Al-Dżami’a al-Islamijja. W 1939 roku wyjechał do Iraku i służył w arabskich siłach wojskowych, które współpracowały z niemieckimi nazistami. W 1946 roku przyjechał do Egiptu, i potajemnie przedostał się do brytyjskiego Mandatu Palestyny. W 1947 roku został dowódcą Armii Świętej Wojny i 8 kwietnia 1948 roku zginął podczas bitwy o wioskę al-Kastal.